# Samurai 8: Hachimaruden
Samurai 8: Hachimaruden (Nhật: サムライ8 八丸伝 Hepburn: Samurai Eito: Hachimaruden, tạm dịch: Samurai 8: Truyện về Hachimaru) là một bộ shōnen manga Nhật Bản, được sáng tác bởi Kishimoto Masashi, tác giả của bộ manga nổi tiếng Naruto, với sự minh họa của Ōkubo Akira. Loạt truyện được đăng thường kỳ trên tạp chí Weekly Shōnen Jump của nhà xuất bản Shueisha từ tháng 5 năm 2019 đến tháng 3 năm 2020.

## Kế hoạch sản xuất
Trong một cuộc phỏng vấn được công bố trên tạp chí Entermix của Kadokawa vào ngày 20 tháng 8 năm 2015, Kishimoto đã thảo luận về ý tưởng cho tác phẩm tiếp theo của mình sau khi hoàn thành bộ truyện dài nổi tiếng Naruto vào tháng 11 năm 2014. Ông tuyên bố rằng tác phẩm mới của ông sẽ là một bộ truyện tranh khoa học viễn tưởng và ông đã hoàn thiện các thiết kế nhân vật. Cũng trong cuộc phỏng vấn đó, ông tuyên bố rằng công việc tiếp theo của ông có thể sẽ không phải là tuần tự hàng tuần, do một sự căng cơ đặt lên ông bởi sự tuần tự hóa hàng tuần của Naruto. Ở một cuộc phỏng vấn khác của Jump Giga vào tháng 8 năm 2016, Kishimoto tuyên bố rằng ông đã lên kế hoạch cho công việc tiếp theo của mình và ông đã thực hiện nghiên cứu cho nó. Vào tháng 12 năm 2017, tại bảng điều khiển sân khấu Jump Festa '18 Boruto: Naruto Next Generations, Kishimoto đã hiển thị một số trình tự nghệ thuật bố cục mà anh đã vẽ cho tác phẩm mới của mình, với kế hoạch ra mắt năm 2018 cho lễ kỷ niệm 50 năm của Weekly Shōnen Jump.
Trong sự kiện Jump Festa 2019 vào tháng 12 năm 2018, Samurai 8: The Tale of Hachimaru đã chính thức được công bố. Sự hợp tác mới giữa Kishimoto và trợ lý cũ Akira Kubo đã được ra mắt trong Weekly Shōnen Jump vào mùa xuân 2019. Tại sự kiện, nữ diễn viên lồng tiếng của Naruto, Junko Takeuchi, đã đọc một bình luận từ Kishimoto, trong đó tuyên bố rằng bộ truyện tranh mới sẽ kết hợp tình yêu của anh đối với văn hóa và thẩm mỹ Nhật Bản với các thiết lập khoa học viễn tưởng và công nghệ. Vào tháng 3 năm 2019, Kishimoto đã tổ chức một cuộc họp báo tại Shueisha để chia sẻ thông tin về tác phẩm mới của mình, liên quan đến việc Samurai 8: The Tale of Hachimaru sẽ kéo dài bao lâu, Kishimoto dự kiến sẽ xuất bản mười tập trở lên, nói rằng "Tôi nhớ đã nói một lần rằng Naruto sẽ là 15 tập. Nó luôn luôn kết thúc dài hơn. "  Tuy nhiên,vào tháng 3 năm 2020, bộ manga đã được thông báo sẽ hoàn thành với năm tập và 43 chương được xuất bản.

## Xuất bản
Samurai 8: Câu chuyện về Hachimaru được tạo ra, viết và viết kịch bản bởi Masashi Kishimoto và được minh họa bởi Akira Kubo, người từng là trợ lý của Kishimoto về Naruto từ đầu những năm 2000 cho đến khi kết thúc bộ truyện. Một bản xem trước bốn trang của manga đã được phát hành trên Weekly Shōnen vào ngày 27 tháng 4 năm 2019, trong số phát hành cuối cùng ở Thời kỳ Heisei. Samurai 8: The Tale of Hachimaru bắt đầu xuất bản nối tiếp trong phát hành số 24 của Weekly Shōnen Jump vào ngày 13 tháng 5 năm 2019, là bộ đầu tiên trong tạp chí được xuất bản trong thời kỳ Reiwa của Nhật Bản. Bộ phim đã kết thúc trong số thứ 17 của Weekly Shōnen Jump vào ngày 23 tháng 3 năm 2020. Hai tập tankōbon đầu tiên được xuất bản vào ngày 4 tháng 10 năm 2019,  trong khi tập thứ năm và tập cuối được ấn định sẽ được xuất bản vào ngày 1 tháng 5 năm 2020, nhưng đã bị trì hoãn đến ngày 13 tháng 5 năm 2020 do lo ngại về COVID-19.
Ở Bắc Mỹ, Viz Media đã xuất bản chương xem trước và xuất bản các chương đồng thời với các bản phát hành tại Nhật Bản trên nền tảng Shonen Jump, trong khi Shueisha xuất bản nó trên nền tảng Manga Plus. Vào tháng 10 năm 2019, Viz Media tuyên bố rằng bộ truyện sẽ được phát hành vào đầu năm 2020. Ở các quốc gia khác, các tập ở Tây Ban Nha đã được phát hành đồng thời vào tháng 10 năm 2019 bởi Planeta Cómic, tại Ý vào tháng 11 năm 2019 bởi Panini Comics, tại Pháp vào tháng 12 năm 2019 bởi Kana, và ở Đức bắt đầu vào tháng 4 năm 2020 bởi Carlsen Manga

## Nội dung

### Thế giới trong Samurai 8: The tale of Hachimaru[25]
Samurai (サムライ hay 侍) trước hết là những kiếm sĩ đạo trong văn hóa Nhật Bản, những người đã đạt đến sự thành thục điêu luyện trong việc sử dụng những thanh katana lừng danh. Tuy nhiên, trong thế giới của Samurai 8, từ "samurai" ám chỉ những chiến binh cyborg hết sức tân tiến, sở hữu công nghệ và cơ thể cho phép họ có được sức mạnh vượt trội so với người thường, bao gồm:
- Khả năng hồi phục cơ thể: samurai có thể tái tạo lại các bộ phận cơ thể bị mất hay đứt lìa.
- Khả năng đi lại trong không gian: samurai có thể bay dễ dàng giữa các hành tinh mà không cần thiết bị bảo hộ nào khác.
- Khả năng chế tạo vũ khí: chính xác hơn đây là sức mạnh của key holder (linh thú), cánh tay trái của samurai. Nó cung cấp vật chất cần thiết để chế tạo trang bị cho samurai như áo giáp, kiếm, thậm chí là cả súng và tên lửa.
- Mỗi samurai đều sở hữu một vũ khí tối thượng: thanh kiếm tạo ra từ linh hồn của họ. Sức mạnh của chúng tùy thuộc vào người sử dụng, Linh hồn của Ata thậm chí có thể chém nát cả mặt trăng.
- Khả năng sử dụng các tuyệt kĩ kiếm pháp: Tùy theo trường phái kiếm thuật của mỗi samurai, các kĩ năng họ có thể làm được với kiếm cực kì đa dạng và phong phú.

Cơ thể của một samurai được chia làm ba phần quan trọng: Thể, Tâm và Hồn:
- Phần Thể xác là vẻ ngoài của họ, hình dạng dựa theo con người cũ với một chút máy móc hóa.
- Phần Tâm (Khóa-Key- 鍵), có dạng của tủy sống. Tâm có chức năng kết nối tâm trí của samurai với những người khác, tra cứu thông tin, lưu trữ Chứng chỉ kiếm phái, dữ liệu, các phần mềm hệ thống,...có thể nó có chức năng như một chiếc máy tính cá nhân vậy. Tương truyền rằng thần chiến tranh Fudo Myoo cất giữ sức mạnh có thể cứu sống cả thiên hà trong chiếc hộp Pandora, và để mở khóa cần tập hợp đủ bảy Tâm đích thực lang thang khắp vũ trụ.
- Phần Hồn (Soul-魂), có dạng quả cầu lửa, nằm bên trong ngực của samurai, khi cần thiết, nó sẽ được lấy ra và trở thành vũ khí. Hồn càng mạnh thì khả năng chiến đấu càng lớn và có giá cao trên chợ đen.

Để trở thành samurai đòi hỏi tối thiểu 2 yếu tố: Ấn cầu (locker ball) và nghi thức Seppuku (nghi thức rạch bụng tự vẫn). Chỉ khi người bình thường thực hiện nghi thức này bên cạnh Ấn cầu, thần chiến tranh Fudo Myoo sẽ quyết định liệu người đó có xứng đáng để trở thành samurai hay không. Nếu thành công, cơ thể sẽ từ từ biến đổi thành máy móc và sinh ra Tâm lẫn Hồn cho Samurai. Linh thú cũng được tạo ra ngay sau đó.
Mỗi samurai có thể chọn cho mình một Kiếm phái để luyện tập kiếm đạo.Có 5 kiếm phái được đề cập đến trong Samurai 8: Kongoyasha, Gozanze, Daiitoku, Gundari và Ususama. Tất cả đều lấy theo tên Ngũ Đại Minh Vương: các vị Samurai thần thánh phục vụ Fudo Myoo - vị thần chiến tranh tối thượng.
- Kongoyasha: Kiếm phái của Daruma và Hachimaru.
- Gozanze: Kiếm phái dễ nhận biết nhất cho tới nay. Nó cho phép Samurai theo phái này biến đổi linh hồn của mình vô cùng linh hoạt thành các dạng vũ khí khác nhau như búa, rìu, lưỡi hái,...
- Daiitoku: Cho phép nâng cấp giáp và vũ khí.
- Gundari: Samurai Gundari có thể phóng điện
- Ususama: Theo lời của Daruma, Kaal, vị Samurai phục vụ Fudo Myoo, đã quyết định tạo nên một kiếm phái mới hòng hủy diệt các vì sao. Đây là kiếm phái của Ata - nhân vật phản diện chính của bộ truyện.

Tuy nhiên, một samurai không thể đơn độc chiến đấu. Đi cùng với mỗi samurai là một linh thú (key holder) và công chúa (princess).
Ba vai trò này tạo nên "Bộ ba" hay "Tam Sinh" (The Trinity- 三身一体). Đến lúc đó, năng lực của samurai mới phát huy đến mức tối đa.
Tuy vậy, Sức mạnh càng lớn, trách nhiệm càng cao. Samurai cần mục đích để chiến đấu, nếu không họ sẽ chỉ là ronin, những lãng khách lang thang. Sứ mệnh của họ là bảo vệ công chúa, hành tinh, thậm chí là cả dải ngân hà khỏi những hiểm nguy rình rập.

### Cốt truyện
Đang cập nhật

## Danh sách nhân vật
Đang cập nhật

## Danh sách chương truyện
| Danh sách chương truyện | Danh sách chương truyện                                                               | Danh sách chương truyện | Tiêu đề                                                                              | Ngày phát hành (tại Nhật Bản)                   |
| 1                       | Tập                                                                                   | Chương                  | Tiêu đề                                                                              | Ngày phát hành (tại Nhật Bản)                   |
| ----------------------- | ------------------------------------------------------------------------------------- | ----------------------- | ------------------------------------------------------------------------------------ | ----------------------------------------------- |
| 1                       | "Chìa khóa đầu tiên" 1つめの鍵 (Hito-tsume no Kagi)                                   | 1                       | "Chìa khóa đầu tiên" (1つめの鍵, Hito-tsume no Kagi)                                 | Ngày 4 tháng 10 năm 2019 ISBN 978-4-08-882022-4 |
| 1                       | "Chìa khóa đầu tiên" 1つめの鍵 (Hito-tsume no Kagi)                                   | 2                       | "Thích khách vị thiên" (空からの訪問者, Sora kara no Hōmon-sha)                      | Ngày 4 tháng 10 năm 2019 ISBN 978-4-08-882022-4 |
| 1                       | "Chìa khóa đầu tiên" 1つめの鍵 (Hito-tsume no Kagi)                                   | 3                       | (戦車入刀, Sensha Nyūtō)                                                             | Ngày 4 tháng 10 năm 2019 ISBN 978-4-08-882022-4 |
| 1                       | "Chìa khóa đầu tiên" 1つめの鍵 (Hito-tsume no Kagi)                                   | 4                       | "Cuộc tranh luận của hai cha con" (親子ゲンカ, Oyako Genka)                          | Ngày 4 tháng 10 năm 2019 ISBN 978-4-08-882022-4 |
| 1                       | "Chìa khóa đầu tiên" 1つめの鍵 (Hito-tsume no Kagi)                                   | 5                       | "Khởi hành" (出発, Shuppatsu)                                                        | Ngày 4 tháng 10 năm 2019 ISBN 978-4-08-882022-4 |
| 1                       | "Chìa khóa đầu tiên" 1つめの鍵 (Hito-tsume no Kagi)                                   | 6                       | "Kiếm sĩ của định mệnh" (運命の侍様, Unmei no Samurai-sama)                          | Ngày 4 tháng 10 năm 2019 ISBN 978-4-08-882022-4 |
| 2                       | "Vì ai và điều gì" Dare no Tame ni, Nan no Tame ni (誰 の た め に 、 何 の た め に) | 7                       | "Gặp gỡ" (出会い, Deai)                                                              | Ngày 4 tháng 10 năm 2019 ISBN 978-4-08-882082-8 |
| 2                       | "Vì ai và điều gì" Dare no Tame ni, Nan no Tame ni (誰 の た め に 、 何 の た め に) | 8                       | "Chậm mà chắc" (ゆっくりでよい, Yukkuri Deyoi)                                       | Ngày 4 tháng 10 năm 2019 ISBN 978-4-08-882082-8 |
| 2                       | "Vì ai và điều gì" Dare no Tame ni, Nan no Tame ni (誰 の た め に 、 何 の た め に) | 9                       | "Cùng nhau..." (ふたりで..., Futari de...)                                           | Ngày 4 tháng 10 năm 2019 ISBN 978-4-08-882082-8 |
| 2                       | "Vì ai và điều gì" Dare no Tame ni, Nan no Tame ni (誰 の た め に 、 何 の た め に) | 10                      | "Bắt giữ mục tiêu" (ターゲット捕捉, Tāgetto Hosoku)                                  | Ngày 4 tháng 10 năm 2019 ISBN 978-4-08-882082-8 |
| 2                       | "Vì ai và điều gì" Dare no Tame ni, Nan no Tame ni (誰 の た め に 、 何 の た め に) | 11                      | "Đồ tiểu nhân" (ふざけたマネを, Fuzaketa Mane o)                                     | Ngày 4 tháng 10 năm 2019 ISBN 978-4-08-882082-8 |
| 2                       | "Vì ai và điều gì" Dare no Tame ni, Nan no Tame ni (誰 の た め に 、 何 の た め に) | 12                      | "Vì ai và điều gì" (誰のために、何のために, Dare no Tame ni, Nan no Tame ni)         | Ngày 4 tháng 10 năm 2019 ISBN 978-4-08-882082-8 |
| 2                       | "Vì ai và điều gì" Dare no Tame ni, Nan no Tame ni (誰 の た め に 、 何 の た め に) | 13                      | "Ta đã thấy được nhiệt huyết của con" (勇を見た, Yū o Mita)                          | Ngày 4 tháng 10 năm 2019 ISBN 978-4-08-882082-8 |
| 2                       | "Vì ai và điều gì" Dare no Tame ni, Nan no Tame ni (誰 の た め に 、 何 の た め に) | 14                      | "Bí mật của người cha" (父の秘密, Chichi no Himitsu)                                 | Ngày 4 tháng 10 năm 2019 ISBN 978-4-08-882082-8 |
| 2                       | "Vì ai và điều gì" Dare no Tame ni, Nan no Tame ni (誰 の た め に 、 何 の た め に) | 15                      | ""Con đường" của Hachimaru" (八丸の「義」, Hachimaru no "Gi")                        | Ngày 4 tháng 10 năm 2019 ISBN 978-4-08-882082-8 |
| 3                       | "Kotsuga và Ryuu" Kotsuga to Ryū (コツガとリュウ)                                     | 16                      | "Tinh phá" (星砕き, Hoshi Kudaki)                                                    | Ngày 4 tháng 1 năm 2020 ISBN 978-4-08-882175-7  |
| 3                       | "Kotsuga và Ryuu" Kotsuga to Ryū (コツガとリュウ)                                     | 17                      | "Kotsuga và Ryuu" (コツガとリュウ, Kotsuga to Ryū)                                   | Ngày 4 tháng 1 năm 2020 ISBN 978-4-08-882175-7  |
| 3                       | "Kotsuga và Ryuu" Kotsuga to Ryū (コツガとリュウ)                                     | 18                      | "Cân nhắc trước khi mua" (ご利用は計画的に, Go Riyō wa Keikaku-teki ni)              | Ngày 4 tháng 1 năm 2020 ISBN 978-4-08-882175-7  |
| 3                       | "Kotsuga và Ryuu" Kotsuga to Ryū (コツガとリュウ)                                     | 19                      | "Bằng mọi giá!!!" (何が何でも!!!, Nani ga Nandemo!!!)                                | Ngày 4 tháng 1 năm 2020 ISBN 978-4-08-882175-7  |
| 3                       | "Kotsuga và Ryuu" Kotsuga to Ryū (コツガとリュウ)                                     | 20                      | "Cộng sự" (相棒, Aibō)                                                               | Ngày 4 tháng 1 năm 2020 ISBN 978-4-08-882175-7  |
| 3                       | "Kotsuga và Ryuu" Kotsuga to Ryū (コツガとリュウ)                                     | 21                      | "Bạch quang trảm" (白く輝く牙, Shiroku Kagayaku Yaiba)                               | Ngày 4 tháng 1 năm 2020 ISBN 978-4-08-882175-7  |
| 3                       | "Kotsuga và Ryuu" Kotsuga to Ryū (コツガとリュウ)                                     | 22                      | "Ann và anh trai" (アンと兄, An to Ani)                                              | Ngày 4 tháng 1 năm 2020 ISBN 978-4-08-882175-7  |
| 3                       | "Kotsuga và Ryuu" Kotsuga to Ryū (コツガとリュウ)                                     | 23                      | "Có thể làm được gì hữa ích?" (それが何の役に立つ!, Sore ga Nan no Yaku ni Tatsu!)   | Ngày 4 tháng 1 năm 2020 ISBN 978-4-08-882175-7  |
| 3                       | "Kotsuga và Ryuu" Kotsuga to Ryū (コツガとリュウ)                                     | 24                      | "Hachimaru vs Ryuu tái đấu!" (八丸VS竜、再戦!!, Hachimaru bāsasu Ryū, Saisen!!)      | Ngày 4 tháng 1 năm 2020 ISBN 978-4-08-882175-7  |
| 4                       | "Đồng đội" Aibō (相棒)                                                                | 25                      | "Cuộc gặp gỡ" (遭遇, Sōgū)                                                           | Ngày 4 tháng 3 năm 2020 ISBN 978-4-08-882227-3  |
| 4                       | "Đồng đội" Aibō (相棒)                                                                | 26                      | "Là một Samurai" (侍らしく, Samurai-rashiku)                                         | Ngày 4 tháng 3 năm 2020 ISBN 978-4-08-882227-3  |
| 4                       | "Đồng đội" Aibō (相棒)                                                                | 27                      | "Thức tỉnh" (目覚め, Mezame)                                                         | Ngày 4 tháng 3 năm 2020 ISBN 978-4-08-882227-3  |
| 4                       | "Đồng đội" Aibō (相棒)                                                                | 28                      | "Đại sư phụ Daruma" (免許皆伝 達麻, Menkyokaiden Daruma)                             | Ngày 4 tháng 3 năm 2020 ISBN 978-4-08-882227-3  |
| 4                       | "Đồng đội" Aibō (相棒)                                                                | 29                      | "Đạo của Yoshitsune" (義常の義, Yoshitsune no Gi)                                    | Ngày 4 tháng 3 năm 2020 ISBN 978-4-08-882227-3  |
| 4                       | "Đồng đội" Aibō (相棒)                                                                | 30                      | "Xâm nhập" (潜入, Sen'nyū)                                                           | Ngày 4 tháng 3 năm 2020 ISBN 978-4-08-882227-3  |
| 4                       | "Đồng đội" Aibō (相棒)                                                                | 31                      | "Đây không phải là những gì chúng ta thỏa thuận!!" (話が違う!!, Hanashi ga Chigau!!) | Ngày 4 tháng 3 năm 2020 ISBN 978-4-08-882227-3  |
| 4                       | "Đồng đội" Aibō (相棒)                                                                | 32                      | "Thời gian giới hạn" (タイムリミット, Taimu Rimitto)                                 | Ngày 4 tháng 3 năm 2020 ISBN 978-4-08-882227-3  |
| 4                       | "Đồng đội" Aibō (相棒)                                                                | 33                      | "Đồng đội" (相棒, Aibō)                                                              | Ngày 4 tháng 3 năm 2020 ISBN 978-4-08-882227-3  |
| 5                       | "Ngôi sao băng kế tiếp" 次の流れ星 (Tsugi no Nagareboshi)                             | 34                      | "Chứng chỉ Kongo-yasha" (免許ダウンロード, Menkyo Daunrōdo)                          | Ngày 4 tháng 3 năm 2020 ISBN 978-4-08-882227-3  |
| 5                       | "Ngôi sao băng kế tiếp" 次の流れ星 (Tsugi no Nagareboshi)                             | 35                      | "Wabi-Sabi" (侘び寂び)                                                               | Ngày 13 tháng 5 năm 2020 ISBN 978-4-08-882281-5 |
| 5                       | "Ngôi sao băng kế tiếp" 次の流れ星 (Tsugi no Nagareboshi)                             | 36                      | "Hanaichi và Gokuu" (花一と五空, Hanaichi to Gokū)                                   | Ngày 13 tháng 5 năm 2020 ISBN 978-4-08-882281-5 |
| 5                       | "Ngôi sao băng kế tiếp" 次の流れ星 (Tsugi no Nagareboshi)                             | 37                      | "Đối thủ" (好 敵手, Raibaru)                                                         | Ngày 13 tháng 5 năm 2020 ISBN 978-4-08-882281-5 |
| 5                       | "Ngôi sao băng kế tiếp" 次の流れ星 (Tsugi no Nagareboshi)                             | 38                      | "Ann, Hachimaru và Gokuu" (アンと八丸と五空, An to Hachimaru to Gokū)                | Ngày 13 tháng 5 năm 2020 ISBN 978-4-08-882281-5 |
| 5                       | "Ngôi sao băng kế tiếp" 次の流れ星 (Tsugi no Nagareboshi)                             | 39                      | "Tấn công bất ngờ" (奇襲, Kishū)                                                     | Ngày 13 tháng 5 năm 2020 ISBN 978-4-08-882281-5 |
| 5                       | "Ngôi sao băng kế tiếp" 次の流れ星 (Tsugi no Nagareboshi)                             | 40                      | "Mất đi sự hỗ trợ" (支えの喪失, Sasae no Sōshitsu)                                   | Ngày 13 tháng 5 năm 2020 ISBN 978-4-08-882281-5 |
| 5                       | "Ngôi sao băng kế tiếp" 次の流れ星 (Tsugi no Nagareboshi)                             | 41                      | "Samurai Nanashi" (侍・七志, Samurai Nanashi)                                        | Ngày 13 tháng 5 năm 2020 ISBN 978-4-08-882281-5 |
| 5                       | "Ngôi sao băng kế tiếp" 次の流れ星 (Tsugi no Nagareboshi)                             | 42                      | "Ngôi sao băng kế tiếp" (次の流れ星, Tsugi no Nagareboshi)                           | Ngày 13 tháng 5 năm 2020 ISBN 978-4-08-882281-5 |
| 5                       | "Ngôi sao băng kế tiếp" 次の流れ星 (Tsugi no Nagareboshi)                             | 43                      | "Chiếc hộp Pandora" (パンドラの箱, Pandora no Hako)                                  | Ngày 13 tháng 5 năm 2020 ISBN 978-4-08-882281-5 |